# Lacida (codeermachine)
De Lacida (of LCD) is een door cryptologen van het Poolse Biuro Szyfrów ontwikkelde rotormachine. De naam is afgeleid van de ontwerpers; Gwido Langer, Maksymilian Ciężki en Leonard Stanisław Danilewicz en/of zijn broer Ludomir Danilewicz.
Twee exemplaren werden, voorafgaand aan de invasie van Polen in september 1939, naar Frankrijk verzonden. Het apparaat werd vanaf het voorjaar van 1941 gebruikt door het Poolse Team Z in het Pools-, Spaans, en Franse radio-inlichtingen en decodeer centrum bij Uzès.
Voordat de machine in gebruik werd genomen was het apparaat niet noemenswaardig aan cryptoanalyse onderworpen, iets wat pas in juli van 1941 voor het eerst gedaan werd. Hierbij waren de Poolse cryptologen Marian Rejewski en Henryk Zygalski in staat de berichten binnen enkele uren te ontcijferen waarop besloten werd de machine buiten gebruik te stellen.
In 1974 gaf Rejewski uitleg over de voornaamste manco's van het apparaat; de afwezigheid van een commutator (een van de sterke punten van de Enigma) en problemen met de reflector en bedrading. Evenzogoed wordt het ontwerp gezien als meer complex dan de Enigma.